# Tiburonella viscana
Tiburonella viscana är en kräftdjursart som först beskrevs av J. L. Barnard 1964.  Tiburonella viscana ingår i släktet Tiburonella och familjen Platyischnopidae. Inga underarter finns listade i Catalogue of Life.